# 辻田りり子
辻田 りり子（つじた りりこ、3月12日 - ）は、日本の漫画家。大阪府出身。血液型はA型。
2006年、第41回LMGフレッシュデビュー賞を受賞した「月は東に日は西に」（『LaLa DX』（白泉社）5月号掲載）。2008年、「笑うかのこ様」で第33回白泉社アテナ新人大賞デビュー優秀者賞を受賞。作品に『LaLa DX』・『LaLa』に連載された「恋だの愛だの」がある。
2024年9月30日に、担当編集者とコンビ『少女漫画家と編集』を組んでM-1グランプリ2024に出場。1回戦通過は出来なかったが、その日の「ナイスアマチュア賞」を獲得。

## 作品リスト

### 漫画作品
★は連載作品。
- 月は東に日は西に（『LaLa DX』2006年5月号） - 『笑うかのこ様』2巻に併録。
- 赤い予感（『LaLa DX』2006年7月号） - 『不思議な温度で』に収録。
- ささくれ姉弟（『LaLa DX』2007年3月号） - 『不思議な温度で』に収録。
- ★ 笑うかのこ様（『LaLaスペシャル』2007年8月1日号 - 2009年4月号・『LaLa』2007年12月号 - 2008年9月号・『LaLa DX』2009年1月号 - 7月号）
- 不思議な温度で（『LaLa DX』2007年9月号） - 『不思議な温度で』に収録。
- たのむよ神様（『LaLaスペシャル』2009年8月号） - 『不思議な温度で』に収録。
- 二階堂季文考（『LaLa DX』2009年9月号） - 『不思議な温度で』に収録。
- ★ 恋だの愛だの（『LaLa DX』2009年11月号 - 2016年5月号[2]）
  - ★ 恋なし愛なし（『LaLaメロディonline』2013年 - 2015年） - スピンオフ作品[3]。
- ふたばのとても災難な日（『LaLa』2011年3月号） - 『大嘘スウィング』に併録。
- ★ 大嘘スウィング（『LaLa』2011年6月号 - 8月号） - 集中連載。
- 花嫁貸し出し中（『白LaLa』2011年12月号） - 『大嘘スウィング』に併録。
- 普通百景（『LaLa』2012年2月号） - 『恋だの愛だの』10巻に併録。
- スズキクロニクル（『AneLaLa』2015年4月号〈Vol.9〉）
- ★ 恋だの愛だの〜君は僕の太陽だ〜（『LaLa』2024年1月号[4] - 2025年4月号[5]）
- 天音お嬢様の言うことには（『LaLa』2025年7月号[6]）

### 書誌情報
全て白泉社〈花とゆめコミックス〉より刊行。
- 『笑うかのこ様』、2008年 - 2009年、全3巻
- 『不思議な温度で』、2010年2月5日発売[7]、ISBN 978-4-592-18639-7、短編集
- 『恋だの愛だの』、2010年 - 2016年、全11巻
- 『大嘘スウィング』、2012年2月3日発売[8]、ISBN 978-4-592-19155-1
- 『恋なし愛なし』、2016年、全1巻
- 『笠佐木梓と七人の敵』、2020年、既刊1巻（2020年5月1日現在）
  1. 2020年5月1日発売[9]、ISBN 978-4-592-21120-4
- 『恋だの愛だの〜君は僕の太陽だ〜』、2024年 - 、既刊3巻（2025年6月5日現在）